# Axé

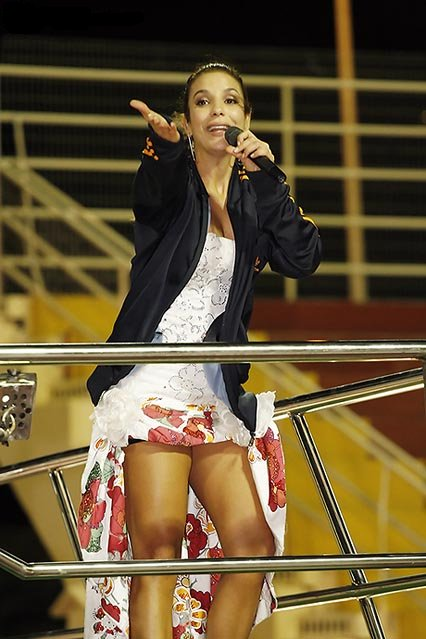
Ivete Sangalo sjunger axé i Florianópolis

Axé  är en musikstil från Salvador, Brasilien.  Ordet axé kommer från en rituell hälsning med betydelsen “goda vibrationer” och används i religionerna Candomblé och  Umbanda. Dansen till musiken sker oftast synkroniserad med flera dansare, ibland ett helt dansgolv, som gör samma rörelser.